# Telefonul (film din 1992)
Telefonul este un film românesc din 1992, regizat de Elisabeta Bostan după scenariul lui Ion Marinescu. Rolurile principale sunt interpretate de Mircea Diaconu, Carmen Galin, Rodica Mandache, Constantin Diplan, Magda Catone și Eusebiu Ștefănescu.
Subiectul filmului îl reprezintă o aventură trăită de un inginer burlac cu o viață monotonă în compania unei femei necunoscute cu care participă la un raliu al mașinilor de epocă. El își va întâlni astfel dragostea.

## Rezumat
Tânărul inginer Radu (Mircea Diaconu) duce o existență monotonă de celibatar. Viața sa se împarte între timpul petrecut la Serviciul Proiectare al unei întreprinderi bucureștene și timpul petrecut acasă în fața televizorului. În timpul liber, colegii său de serviciu: șeful George (Constantin Diplan) și soția sa, Angela (Rodica Mandache), motociclistul Doru (Adrian Vîlcu), sentimentala Mia (Magda Catone) și ceilalți, merg la cinematograf, la meci sau pe litoral. Radu refuză toate propunerile de a-i însoți, fiind dependent de tabieturile sale de celibatar.
Într-o seară ploioasă de la sfârșitul unei săptămâni, existența monotonă a lui Radu este deranjată de apelul telefonic al unei femei care căuta pe cineva cu numele de Ionescu, singura sa cunoștință din București. Liniile telefonice făceau atingere din cauza ploii și apelurile telefonice ale femeii ajungeau la telefonul tânărului inginer. Femeia îi spune lui Radu că sună de la un telefon public din imediata apropiere a apartamentului său și îl roagă s-o ajute să dea de Ionescu. Tânărul îl sună pe Ionescu, dar, fiindcă era aproape 12 noaptea și afară ploua torențial, acesta din urmă îi spune să-i transmită femeii că nu l-a găsit acasă.
Îngrijorat pentru soarta femeii, Radu se duce prin ploaie la cabina telefonică care se afla în apropierea locuinței sale. El găsește acolo o femeie pe nume Anca Dumitrescu (Carmen Galin), a cărei mașină de epocă marca Ford model A din 1928 rămăsese în pană. Radu reușește să repare defecțiunea de la motorul mașinii și o invită în locuința sa pentru a-și schimba hainele ude. Anca îl refuză, spunând că trebuie să ajungă a doua zi dimineața la Sinaia pentru a lua parte la Raliul Castanilor pentru mașinile de epocă fabricate în perioada 1925-1950. Tatăl ei participase timp de 25 de ani la acel raliu, dar în acest an medicul nu i-a mai permis să participe.
În cele din urmă, Radu se învoiește să meargă împreună cu Anca cu mașina la Sinaia, pentru a o ajuta în cazul producerii unei noi defecțiuni pe drum. Temerea lor se adeverește, cureaua de ventilator rupându-se pe drum, dar Radu o înlocuiește. Între ei izbucnește la un moment dat o ceartă, iar Radu coboară din mașină în plină ploaie. După o porțiune de drum, Anca întoarce mașina și îl ia de pe drum. Din cauza faptului că a fost orbită de farul unei mașini ce venea din direcție opusă, femeia pierde controlul asupra volanului și mașina iese de pe șosea și ajunge pe câmp. Ei sunt găzduiți până dimineață la un popas turistic aflat la o jumătate de km.

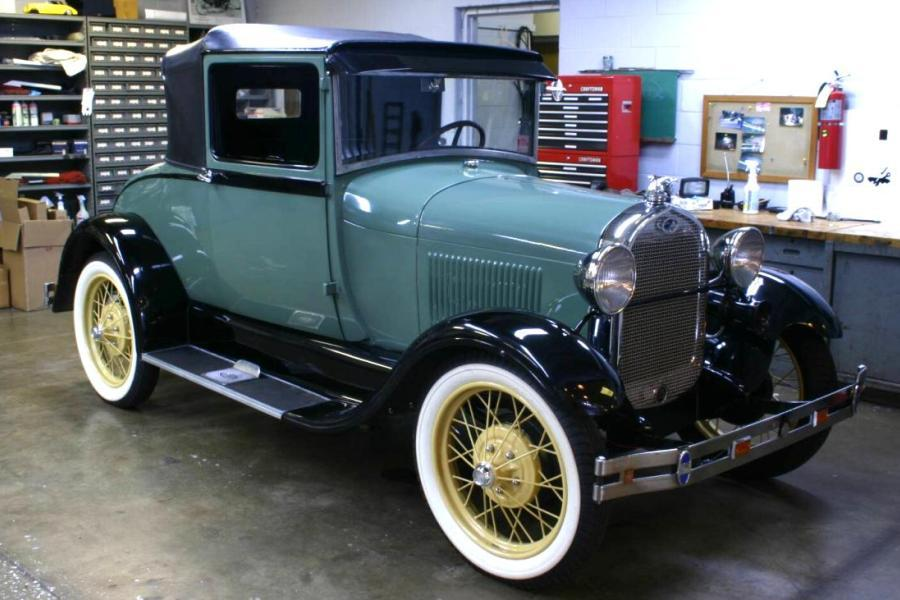
Un Ford A din 1928

A doua zi dimineața mașina este scoasă de pe câmp cu ajutorul unui tractor, iar cei doi își continuă drumul spre Sinaia. Ei iau niște autostopiști de pe drum, apoi Anca face o depășire neregulamentară și primește amendă de la poliție. Într-un sat ei nimeresc în mijlocul unor filmări conduse de regizorul Geo Saizescu. Personajul principal al filmului era un inginer interpretat de George Motoi care avea ca hobby mașinile decapotabile. Deoarece mașina adusă la filmări era nepotrivită pentru film, regizorul trimite doi membri ai echipei de producție să închirieze Fordul Ancăi pentru o perioadă de 15 zile. Scăpați de echipa de filmare, cei doi opresc mașina la o crâșmă rurală pentru a bea o cafea. Acolo tocmai avea loc o bătaie între bețivi, iar mașina este folosită pentru a transporta un rănit la spitalul din Câmpina, trecând iarăși prin locul unde se făceau filmările.
În cele din urmă, Radu și Anca ajung la Sinaia, Anca înscrie mașina la raliu și, cum se dăduse startul cursei, cei doi intră direct pe pista de concurs, fără a-l mai lua în mașină pe partenerul Ancăi (Eusebiu Ștefănescu). Fordul condus de cei doi ajunge primul la final și câștigă Raliul Castanilor. Între Anca și partenerul ei de raliu începe o ceartă, iar Radu, dându-și seama că era în plus, pleacă pe jos spre gară de unde ia trenul spre București. Anca pleacă să-l prindă din urmă, dar ajunge după plecarea trenului. Ea este singură la Balul Automobiliștilor din acea seară și se simte tristă, deoarece se îndrăgostise de partenerul ei de drumeție.
Reîntors la București, Radu își reia viața sa obișnuită, dar se simte și el trist. Într-o zi ploioasă, pe când colegii săi de serviciu se aflau în apartamentul său unde avea loc o petrecere aniversară, telefonul sună și Radu are surpriza să o audă la celălalt capăt al firului pe Anca. El iese în ploaie și se duce la cabina telefonică, unde o întâlnește pe femeia de care se îndrăgostise.

## Distribuție
- Mircea Diaconu — Radu, tânăr inginer celibatar în cadrul unei întreprinderi bucureștene
- Carmen Galin — Anca Dumitrescu, concurentă la Raliul Castanilor, proprietara automobilului Ford A din 1928, concurentă la Raliul Castanilor
- Rodica Mandache — Angela, soția lui George, colegă de serviciu a lui Radu
- Constantin Diplan — George, șeful Serviciului Proiectare al întreprinderii
- Magda Catone — Mia, colegă de serviciu a lui Radu
- Eusebiu Ștefănescu — partenerul de raliu al Ancăi
- Adrian Vîlcu — Doru, motociclist, coleg de serviciu al lui Radu
- Adrian Ciobanu — Marian, coleg de serviciu al lui Radu
- Dinu Manolache — prezentatorul Raliului Castanilor
- Geo Saizescu — regizorul de film
- Cornel Revent — administratorul motelului Paralela 45
- Rodica Sanda Țuțuianu — Victoria, soția administratorului
- Hamdi Cerchez — membru al echipei de producție a filmului
- Marian Moldoveanu — membru al echipei de producție a filmului
- Dorina Done — dna Băltărețu, proprietara automobilului Renault din 1929, concurentă la Raliul Castanilor
- Cezara Dafinescu — actriță în filmul lui Saizescu
- George Motoi — actorul care interpretează rolul unui inginer în filmul lui Saizescu
- Rudi Rosenfeld — dl Chiru din Ploiești, proprietarul automobilului DKW din 1940, concurent la Raliul Castanilor
- Giliola Coconcea — concurentă la Raliul Castanilor
- Gheorghe Dănilă — bețivul bătut la Popasul „Poiana Frasin”
- Valentin Popescu — coleg de serviciu al lui Radu (menționat Vali Popescu)
- Anca Mihăescu
- Ion Roxin
- Carmen Roxin
- Mircea Stroe
- Lucia Maier
- Vasile Popa — prietenul bețivului bătut la Popasul „Poiana Frasin”
- Ion Albu
- Marin Băltărețu — dl Marin Băltărețu din Craiova, proprietarul automobilului Renault din 1929, concurent la Raliul Castanilor
- Haralambie Popescu
- Marin Alexandrescu
- Alexandru Neugebauer
- Rodica Neugebauer
- Alexandrina Neugebauer
- Dan Miulescu
- Ioana Miulescu
- Gheorghe Anghel
- Emilia Anghel
- Emanoil Chiru
- Alexandrina Chiru
- Bujor Radu
- Mihaela Radu
- Constantin Frățilă
- Radian Croitoru

## Producție
Scenariul filmului a fost scris de Ion Marinescu. Filmările au avut loc în anul 1991. Filmul a fost realizat pe pelicule prelucrate în Studioul de Producție Cinematografică București. Regizor secund a fost Doina Cărădan.
Redactor muzical a fost Anca Dumitrescu. Coreografia a fost executată de trupa „Orion-Balet” București de pe lângă Artexim condusă de Ion Tugearu. Pe genericul final sunt adresate mulțumiri filialelor A.C.R. București și Prahova pentru sprijinul acordat în realizarea acestui film.
Acest film conține și o scenă de nuditate. La un moment dat, Carmen Galin se schimbă de haine în mașină și își expune cu acest prilej sânii goi.
Lansarea filmului a avut loc la 24 august 1992, „în plină restructurare cinematografică”, intrând din acest motiv într-un con de umbră.

## Recepție
Filmul Telefonul a fost vizionat de 6.666 de spectatori la cinematografele din România, după cum atestă o situație a numărului de spectatori înregistrat de filmele românești de la data premierei și până la data de 31.12.2007 alcătuită de Centrul Național al Cinematografiei.
Recenziile critice ale acestui film au fost destul de modeste, specialiștii în cinematografie remarcând faptul că acest film nu s-a ridicat la nivelul artistic al celorlalte filme realizate de Elisabeta Bostan. Spre exemplu, în Istoria filmului românesc (1897-2000) (Ed. Fundației Culturale Române, București, 2000), criticul Călin Căliman considera că, prin filmul Telefonul, Elisabeta Bostan „a rămas departe de farmecul filmelor anterioare”.
Criticul Tudor Caranfil a dat filmului o stea din cinci și a făcut următorul comentariu: „Viața unui burlac, ordonată până la monotonie, e tulburată de... un telefon! Pentru 24 de ore, bărbatul va fi implicat într-o aventură romantică, un raliu cu mașini vechi, la capătul căruia va întâlni dragostea. Dramă sentimentală, dulceagă și soporifică.”
O opinie diferită a fost exprimată de regizorul Laurențiu Damian, profesor de regie de film și de scenaristică la UNATC, critic de film și realizator de emisiuni de televiziune pe teme cinematografice. El consideră că acest film demonstrează atât profesionalismul Elisabetei Bostan, cât și o schimbare de optică a realizatoarei care a trecut de la o viziune romantică la „o analiză lucidă despre «dreptul la fericire»”. În contextul operei regizoarei, Telefonul pare a fi o prelungire a premisei exprimate în Promisiuni (1985). Relația dintre cele două personaje se află semnul timidității și al ezitării; Radu și Anca, deși își dau seama de eșecul lor în planul vieții sentimentale, ezită să înceapă o relație, fiecare lăsând celuilalt impresia că ar fi inaccesibil.